# ماهورستان السفلي (بوئين و مياندشت)
ماهورستان السفلی (بالفارسية: ماهورستان سفلی) هي قرية تقع في إيران في Yeylaq Rural District.